# Pavel Švec (novinář)
Pavel Švec je český novinář a publicista, v letech 2023–2024 šéfredaktor zpravodajského serveru Aktuálně.cz. Dříve působil v deníku Mladá fronta DNES a České televizi.

## Kariéra
V letech 2002 až 2010 působil jako stavební projektant v několika pražských ateliérech, například v architektonické kanceláři Doubner nebo P-H-A. Pracoval na projektech bytových a rodinných domů, interiérech i krajinářských projektech nejen v Česku, ale i v zahraničí (Dubaj, Šanghaj).
V roce 2010 nastoupil do pražské regionální redakce Mladé fronty DNES, kde se posléze stal zástupcem vedoucího. Na jaře 2014 přešel do celostátního reportérského oddělení tohoto deníku. Věnoval se politice, životnímu prostředí, architektuře, armádě a historickým tématům. Mezi lety 2017 až 2018 pracoval ve zpravodajství České televize, posléze se stal zástupcem vedoucího zpravodajství Mladé fronty DNES a vedl celostátní domácí redakci.
V létě 2020 nastoupil do čela domácí rubriky ve zpravodajském serveru Aktuálně.cz. Jako šéfdramaturg v létě 2022 koncipoval a rozjel rozhovorový videopořad Spotlight Aktuálně.cz Světlany Witowské a Lindy Bartošové, kterou později nahradila Zuzana Tvarůžková. Ve stejné době se stal zástupcem šéfredaktora Aktuálně.cz. Na jaře 2023 byl jmenován šéfredaktorem tohoto zpravodajského webu. Ve funkci působil do konce roku 2024. V únoru následujícího roku nastoupil jako šéf redakce domácího zpravodajství Seznam Zpráv. 
Je autorem podcastové série Podivné zločiny, který přibližuje okolnosti záhadných či neobvyklých kriminálních případů zejména z doby komunistické nadvlády v Československu. Jako dramaturg spolupracoval například na filosofickém podcastu Mysli a žij!
V roce 2018 se mu podařilo identifikovat přesné místo uložení ostatků Václava Sedláčka, spolu s Janem Opletalem jedné ze dvou obětí střelby do davu při protinacistických demonstracích 28. října 1939 v Praze, a inicioval vznik a osazení jeho pamětní desky na Branickém hřbitově.

## Publikace
- Vzpomínky na Pražské povstání. Publikace pojednávající o veliteli Pražského povstání generálovi Karlu Kutlvašrovi (2020, nakladatelství Epocha).[8]
- Akce Kvilda. Publikace popisující skutečný příběh příslušníka pohraniční stanice SNB, jenž na Šumavě převáděl lidi prchající před komunismem do Bavorska (2022, nakladatelství Kniha Zlín). V roce 2023 finalista mezinárodního knižního festivalu Šumava Litera v kategorii populárně naučné publikace.[9]
- Pražské vilové čtvrti. Kniha pojednávající o vilách ve dvanácti pražských čtvrtích (2022, nakladatelství Čas).
- Podivné zločiny. Kniha vychází z úspěšného podcastu Podivné zločiny, který autor vytvářel pro Aktuálně.cz (2025, nakladatelství Economia). Autor se vrací k 35 nejzajímavějším případům české kriminalistiky a přetváří je do podoby čtivých reportážních příběhů. Nejde jen o rekonstruování trestných činů – kniha se věnuje i atmosféře doby, osudům aktérů a nedořešeným otázkám, které zůstávají viset ve vzduchu.

## Ocenění
- V roce 2024 získal se svým týmem Novinářskou cenu v kategorii inovativní žurnalistika za projekt My a dezinformace.[10]
- V roce 2017 byl za text Spláchnutá budoucnost (MF DNES) oceněn v rámci Ceny za environmentální publicistiku Ekopublika.[11]